# Heinkel He 343

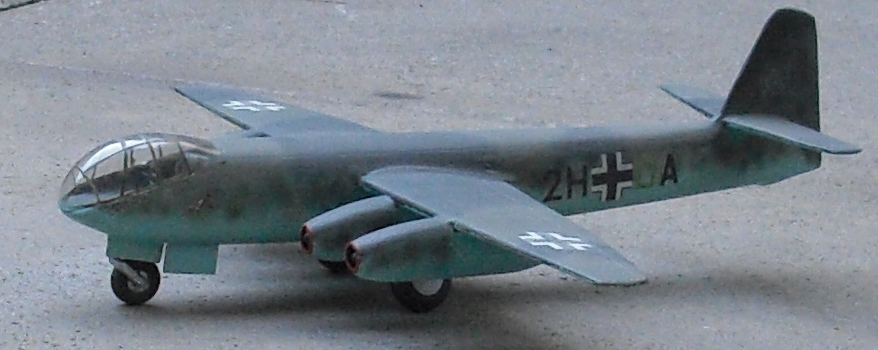
model van de Heinkel He 343

De He 343 is een project voor een bommenwerper, zwaar jachtvliegtuig en verkenningsvliegtuig dat werd ontwikkeld door de Duitse vliegtuigbouwer Heinkel.

## Ontwikkeling
In januari 1944 vond er een bespreking plaats tussen Heinkel en Oberstleutnant Kneymeyer. Dit ging over de ontwikkeling van een nieuwe viermotorige bommenwerper. Op dat moment werd er bij Heinkel al gewerkt aan een gelijksoortig project, de He P.1068. Men koos er echter voor om een bestaand ontwerp, de Arado Ar 234, aan te passen en te vergroten.
Het project kreeg van het RLM de aanduiding He 343. De vleugels werden vergroot en de romp verlengd. Het project stond ook wel bekend als de Stabo 16. Stabo was een samenvoeging van Strahlbomber (straalbommenwerper) en het toestel had een startgewicht van 16 ton. Door het vergroten van de romp was er nu ruimte voor een intern bommenruim en het pas ontwikkelde landingsgestel. Er was in het ontwerp rekening gehouden met het aanbrengen van een aantal verschillende motoren. De vier straalmotoren waren in de vleugels aangebracht. Men zou gebruik gaan maken van de Junkers Jumo 004B-motoren maar hoopte dat tegen de tijd dat het prototype gereed was ook de Jumo 004C-motoren beschikbaar waren. Men wilde ook gebruikmaken van de BMW 003- en Heinkel He S 011-motoren. De motoren moesten voor het productiemodel verder naar voren worden geplaatst om zo ruimte te maken voor de vleugelkleppen. De rompneus en de cockpit werden opnieuw ontworpen. De cockpit was als drukcabine uitgevoerd.

## Uitvoeringen.
Er waren vier uitvoeringen van de He 343 gepland:

#### He 343A-1
De He 343A-1 was de bommenwerperuitvoering. De bommenlading was afhankelijk van de gebruikte motoren en kon 2.000 tot 3.000 kg bedragen, waarvan een deel intern en een deel extern. Men wilde gebruik gaan maken van de Fritz X radiografisch bestuurde bom. Hiervoor was wel een derde bemanningslid nodig. De verdere bewapening bestond uit twee 30mm-MG151/20-kanonnen met 200 schoten elk. Deze waren vast gemonteerd en vuurde achterwaarts.

#### He 343A-2
De He 343A-2 was de verkenningsuitvoering. Het was voor het grootste deel gelijk aan de A-1-uitvoering. De bommenlading was echter vervangen door twee Rb 75/30-camera’s.

#### He 343A-3
De He 343A-3 was de eerste Zerstörer-uitvoering. De bewapening bestond uit vier 30mm-MK103-kanonnen met 400 schoten elk of twee 30mm-MK103-kanonnen met 100 schoten elk en twee 20mm-MG151/20-kanonnen met 200 schoten elk. De bewapening werd in haar geheel in het bommenruim aangebracht. Men onderzocht de mogelijkheid voor het aanbrengen van wapens tot 50 mm. De bewapening vuurde vanaf de stuurboordzijde van de romp omdat het neuswiel achterwaarts optrok aan bakboordzijde.

#### He 343B-1
De He 343B-1 was de tweede Zerstörer-uitvoering. Het grote verschil met de vorige uitvoering was dat de achterwaarts vurende bewapening was vervangen door een op afstand bestuurde FHL 15Z-geschutskoepel. Deze was in het achterste deel van de romp aangebracht. Dit had tot gevolg dat de staartsectie moest worden aangepast. Het werd voorzien van twee richtingsroeren. De koepel werd vanuit de cockpit via een periscoop bediend. De koepel was van twee 20mm-MG151/20-kanonnen voorzien.
Er werd een contract opgesteld voor de bouw van twintig toestellen, inclusief het prototype en de voorproductietoestellen. Het RLM werd echter nooit enthousiast over het Heinkelontwerp. De He 343 was ook verwikkeld in een strijd om een productiecontract met de Junkers Ju 287, ook een viermotorige straalbommenwerper. Heinkel schreef zelfs een brief aan het RLM om de voordelen van zijn ontwerp aan te geven. De He 343 werd echter tegen het einde van 1944 stopgezet. De onderdelen en mallen werden opgeslagen of kwamen op de schoothoop terecht.